# Blenheim (Carolina del Sud)
Blenheim és una població dels Estats Units a l'estat de Carolina del Sud. Segons el cens del 2000 tenia 137 habitants.

## Demografia
Segons el cens del 2000, Blenheim tenia 138 habitants, 63 habitatges i 36 famílies. La densitat de població era de 81,4 habitants/km².
Dels 63 habitatges en un 15,9% hi vivien nens de menys de 18 anys, en un 41,3% hi vivien parelles casades, en un 15,9% dones solteres, i en un 41,3% no eren unitats familiars. En el 41,3% dels habitatges hi vivien persones soles el 17,5% de les quals corresponia a persones de 65 anys o més que vivien soles. El nombre mitjà de persones vivint en cada habitatge era de 2,17 i el nombre mitjà de persones que vivien en cada família era de 2,97.
Per edats la població es repartia de la següent manera: un 17,5% tenia menys de 18 anys, un 6,6% entre 18 i 24, un 27% entre 25 i 44, un 29,2% de 45 a 60 i un 19,7% 65 anys o més.
L'edat mediana era de 44 anys. Per cada 100 dones de 18 o més anys hi havia 82,3 homes.
La renda mediana per habitatge era de 26.667$ i la renda mediana per família de 40.625$. Els homes tenien una renda mediana de 28.750$ mentre que les dones 18.750$. La renda per capita de la població era de 17.840$. Entorn del 22,6% de les famílies i el 15,5% de la població estaven per davall del llindar de pobresa.

## Poblacions més properes
El següent diagrama mostra les poblacions més properes.